# Wo die wilden Kerle wohnen (Film)
Wo die wilden Kerle wohnen ist ein US-amerikanischer Fantasyfilm von Spike Jonze aus dem Jahr 2009. Es handelt sich dabei um die Verfilmung des gleichnamigen Kinderbuch-Klassikers von Maurice Sendak.

## Handlung
Der neunjährige Max rebelliert gegen seine Mutter, als diese einen neuen Freund mit nach Hause bringt. Er flüchtet in eine Phantasiewelt, die von wilden, überdimensionalen Kreaturen bevölkert wird. In seiner Wut gelingt es ihm, sich von den wilden Kerlen zu ihrem König krönen zu lassen. Doch schon bald stellt Max fest, dass ihm seine Mutter fehlt. Schließlich verlässt er die Welt der wilden Kerle und kehrt zu seiner Mutter zurück.

## Rezeption
In den Vereinigten Staaten kam Wo die wilden Kerle wohnen am 16. Oktober 2009 in die Kinos. Bis zum 10. Dezember spielte der Film, dessen Produktionskosten auf 80 bis 100 Millionen Dollar geschätzt wurden, in den Vereinigten Staaten 75,6 Millionen Dollar ein. In Deutschland startete der Film am 17. Dezember 2009.

## Kritiken
„Sensibel-melancholischer Kinderfilm, der mit ausdrucksstarken Bildern Maurice Sendaks Bilderbuch-Klassiker (1963) umsetzt und unverkrampft-offen in Schattenseiten kindlichen Erlebens eintaucht.“

„In dieser simplen, nur aus „Und dann…“-Reihungen bestehenden Erzählung spiegelt sich nicht nur Max’ überlebensgroße Furcht davor, einmal alle Menschen zu verlieren, die ihm etwas bedeuten. Sie bringt zugleich das Wesen der postindustriellen Welt und ihrer Arbeits- und Kapitalverhältnisse auf den Punkt.“

„Die Verfilmung des Bilderbuch-Klassikers von Maurice Sendak ist für Kinder ein Monsterspaß. Die surrealen Bilder und die schwermütigen Untertöne berühren vor allem Erwachsene.“

„Was dem Film fehlt, ist eine große Story, eine klassische Dramaturgie. Genau genommen passiert wenig und das was passiert ist eher typisch kindlich, impulsiv. Der Film lebt tatsächlich mehr über die Stimmung und die Figuren, als über die spärliche Handlung, die ohne klassische Questen und andere Thrillmomente auskommt. Es ist eher das Psychogram einer Therapiegruppe, die versucht miteinander klar zu kommen. Klare Schuldzuweisungen fehlen genauso, wie klare Botschaften.“

„Wer sich letztlich "Wo die wilden Kerle wohnen" ansieht, wird sich zeigen. Wie Spike Jonze aber ein Kinderbuch für die große Leinwand adaptiert, ohne den eigenen Stil zu verwässern oder Zugeständnisse an das Genre zu machen, ist in jedem Fall sehenswert.“